# Senatori del Mississippi
Il Mississippi entrò a far parte dell'Unione nel 1817. I senatori dello stato appartengono alle classi 1 e 2 e gli attuali senatori sono i repubblicani Roger Wicker e Cindy Hyde-Smith. Come in molti stati del sud, la politica del Mississippi è stata dominata dal Partito Democratico dal termine dell'Era della ricostruzione sino agli anni '80 del XX secolo; da quel momento lo stato è diventato una roccaforte repubblicana in tutte le elezioni federali.

## Elenco

### Classe 1
| N.      | Foto    | Senatore                | Partito                              | Carica            | Carica            | Congresso                                                                                               | Mandati                       | Elezioni                                                                                             |
| N.      | Foto    | Senatore                | Partito                              | Inizio            | Termine           | Congresso                                                                                               | Mandati                       | Elezioni                                                                                             |
| ------- | ------- | ----------------------- | ------------------------------------ | ----------------- | ----------------- | --- | ----------------------------- | --- |
| 1       |         | Walter Leake            | Democratico-Repubblicano             | 10 dicembre 1817  | 15 maggio 1820    | 15 · 16                                                                                                 | 1⁄2                           | 1817 Dimessosi                                                                                       |
| Vacante | Vacante | Vacante                 | Vacante                              | 15 maggio 1820    | 30 agosto 1820    | 16 |                               | |
| 2       |         | David Holmes            | Democratico-Repubblicano Jacksoniano | 30 agosto 1820    | 25 settembre 1825 | 16 · 17 · 18 · 19                                                                                       | 1⁄2                           | Eletto per terminare il mandato di Leake 1821 Divenuto Governatore                                   |
| Vacante | Vacante | Vacante                 | Vacante                              | 25 settembre 1825 | 28 settembre 1825 | 19 |                               | |
| 3       |         | Powhatan Ellis          | Jacksoniano                          | 28 settembre 1825 | 28 gennaio 1826   | 19 | 1⁄2                           | Nominato per continuare il mandato di Holmes Perse la rielezione                                     |
| 4       |         | Thomas Buck Reed        | Jacksoniano                          | 28 gennaio 1826   | 3 marzo 1827      | 19 | 1⁄2                           | Eletto per terminare il mandato di Holmes Perse la rielezione                                        |
| 5       |         | Powhatan Ellis          | Jacksoniano                          | 4 marzo 1827      | 16 luglio 1832    | 20 · 21 · 22                                                                                            | 1⁄2                           | 1827 Divenuto giudice federale                                                                       |
| Vacante | Vacante | Vacante                 | Vacante                              | 16 luglio 1832    | 12 novembre 1832  | 22 |                               | |
| 6       |         | John Black              | Jacksoniano                          | 12 novembre 1832  | 3 marzo 1833      | 22 | 1⁄2                           | Nominato per terminare il mandato                                                                    |
| Vacante | Vacante | Vacante                 | Vacante                              | 3 marzo 1833      | 22 novembre 1833  | 23 | Elezione ritardata            | Elezione ritardata                                                                                   |
| —       |         | John Black              | Anti-Jacksoniano poi Whig            | 22 novembre 1833  | 22 gennaio 1838   | 23 · 24 · 25                                                                                            | 1⁄2                           | 1833 Dimessosi                                                                                       |
| 7       |         | James F. Trotter        | Democratico                          | 22 gennaio 1838   | 10 luglio 1838    | 25 | 1⁄2                           | Nominato per continuare il mandato di Black Dimessosi                                                |
| Vacante | Vacante | Vacante                 | Vacante                              | 10 luglio 1838    | 12 novembre 1838  | 25 |                               | |
| 8       |         | Thomas Hickman Williams | Democratico                          | 12 novembre 1838  | 3 marzo 1839      | 25 | 1⁄2                           | Nominato per continuare il mandato di Black · Eletto per terminare il mandato di Black               |
| 9       |         | John Henderson          | Whig                                 | 4 marzo 1839      | 3 marzo 1845      | 26 · 27 · 28                                                                                            | 1                             | 1838                                                                                                 |
| 10      |         | Jesse Speight           | Democratico                          | 4 marzo 1845      | 1 maggio 1847     | 29 · 30                                                                                                 | 1⁄2                           | 1844 Deceduto                                                                                        |
| Vacante | Vacante | Vacante                 | Vacante                              | 1 maggio 1847     | 10 agosto 1847    | 30 |                               | |
| 11      |         | Jefferson Davis         | Democratico                          | 10 agosto 1847    | 23 settembre 1851 | 30 · 31 · 32                                                                                            | 1⁄2                           | Eletto per terminare il mandato di Speight 1850 Candidatosi a Governatore                            |
| Vacante | Vacante | Vacante                 | Vacante                              | 23 settembre 1851 | 1 dicembre 1851   | 32 |                               | |
| 12      |         | John J. McRae           | Democratico                          | 1 dicembre 1851   | 17 marzo 1852     | 32 | 1⁄2                           | Nominato per continuare il mandato di Davis Non ricandidatosi                                        |
| 13      |         | Stephen Adams           | Democratico                          | 17 marzo 1852     | 3 marzo 1857      | 32 · 33 · 34                                                                                            | 1⁄2                           | Eletto per terminare il mandato di Davis                                                             |
| 14      |         | Jefferson Davis         | Democratico                          | 4 marzo 1857      | 21 gennaio 1861   | 35 · 36                                                                                                 | 1⁄2                           | 1856 Dimessosi                                                                                       |
| Vacante | Vacante | Vacante                 | Vacante                              | 21 gennaio 1861   | 23 febbraio 1870  | 36 · 37 · 38 · 39 · 40 · 41                                                                             | Guerra Civile e Ricostruzione | Guerra Civile e Ricostruzione                                                                        |
| 15      |         | Adelbert Ames           | Repubblicano                         | 23 febbraio 1870  | 4 gennaio 1874    | 41 · 42 · 43                                                                                            | 1⁄2                           | 1870, alla riammissione · Divenuto Governatore                                                       |
| Vacante | Vacante | Vacante                 | Vacante                              | 4 gennaio 1874    | 3 febbraio 1874   | 43 |                               | |
| 16      |         | Henry R. Pease          | Repubblicano                         | 3 febbraio 1874   | 3 marzo 1875      | 43 | 1⁄2                           | Eletto per terminare il mandato di Ames Non ricandidatosi                                            |
| 17      |         | Blanche Bruce           | Repubblicano                         | 4 marzo 1875      | 3 marzo 1881      | 44 · 45 · 46                                                                                            | 1                             | 1874                                                                                                 |
| 18      |         | James Z. George         | Democratico                          | 4 marzo 1881      | 14 agosto 1897    | 47 · 48 · 49 · 50 · 51 · 52 · 53 · 54 · 55                                                              | 2 1⁄2                         | 1880 · 1886 · 1892 Deceduto                                                                          |
| Vacante | Vacante | Vacante                 | Vacante                              | 14 agosto 1897    | 8 ottobre 1897    | 55 |                               | |
| 19      |         | Hernando Money          | Democratico                          | 8 ottobre 1897    | 3 marzo 1911      | 55 · 56 · 57 · 58 · 59 · 60 · 61                                                                        | 2 1⁄2                         | Eletto per terminare il mandato di George · 1899 · 1904 Non ricandidatosi                            |
| 20      |         | John Sharp Williams     | Democratico                          | 4 marzo 1911      | 3 marzo 1923      | 62 · 63 · 64 · 65 · 66 · 67                                                                             | 2                             | 1908 · 1916 Non ricandidatosi                                                                        |
| 21      |         | Hubert D. Stephens      | Democratico                          | 4 marzo 1923      | 3 gennaio 1935    | 68 · 69 · 70 · 71 · 72 · 73                                                                             | 2                             | 1922 · 1928 Non ottenne la ricandidatura                                                             |
| 22      |         | Theodore G. Bilbo       | Democratico                          | 3 gennaio 1935    | 21 agosto 1947    | 74 · 75 · 76 · 77 · 78 · 79 · 80                                                                        | 2 1⁄2                         | 1934 · 1940 · 1946 Deceduto                                                                          |
| Vacante | Vacante | Vacante                 | Vacante                              | 21 agosto 1947    | 5 novembre 1947   | 80 |                               | |
| 23      |         | John C. Stennis         | Democratico                          | 5 novembre 1947   | 3 gennaio 1989    | 80 · 81 · 82 · 83 · 84 · 85 · 86 · 87 · 88 · 89 · 90 · 91 · 92 · 93 · 94 · 95 · 96 · 97 · 98 · 99 · 100 | 6 1⁄2                         | Eletto per terminare il mandato di Bilbo · 1952 · 1958 · 1964 · 1970 · 1976 · 1982 Non ricandidatosi |
| 24      |         | Trent Lott              | Repubblicano                         | 3 gennaio 1989    | 18 dicembre 2007  | 101 · 102 · 103 · 104 · 105 · 106 · 107 · 108 · 109 · 110                                               | 3 1⁄2                         | 1988 · 1994 · 2000 · 2006 Dimessosi                                                                  |
| Vacante | Vacante | Vacante                 | Vacante                              | 18 dicembre 2007  | 31 dicembre 2007  | 110 |                               | |
| 25      |         | Roger Wicker            | Repubblicano                         | 31 dicembre 2007  | In carica         | 110 · 111 · 112 · 113 · 114 · 115 · 116 · 117 · 118 · 119 · 120 · 121                                   | 3 1⁄2                         | Eletto per terminare il mandato di Lott · 2012 · 2018 · 2024                                         |

### Classe 2
| #       | Immagine | Senatore             | Partito                                  | Carica            | Carica            | Congresso | Mandati                       | Elezioni                                                                                         |
| #       | Immagine | Senatore             | Partito                                  | Inizio            | Termine           | Congresso | Mandati                       | Elezioni                                                                                         |
| ------- | -------- | -------------------- | ---------------------------------------- | ----------------- | ----------------- | --- | ----------------------------- | ------------------------------------------------------------------------------------------------ |
| 1       |          | Thomas Hill Williams | Democratico-Repubblicano poi Jacksoniano | 10 dicembre 1829  | 3 marzo 1829      | 15 · 16 · 17 · 18 · 19 · 20                                                                                       | 2                             | 1817 · 1823                                                                                      |
| 2       |          | Thomas Buck Reed     | Jacksoniano                              | 4 marzo 1829      | 26 novembre 1829  | 21 | 1⁄2                           | 1828 Deceduto                                                                                    |
| Vacante | Vacante  | Vacante              | Vacante                                  | 26 novembre 1829  | 6 gennaio 1830    | 21 |                               |                                                                                                  |
| 3       |          | Robert H. Adams      | Jacksoniano                              | 6 gennaio 1830    | 2 luglio 1830     | 21 | 1⁄2                           | Eletto per terminare il mandato di Reed Deceduto                                                 |
| Vacante | Vacante  | Vacante              | Vacante                                  | 2 luglio 1830     | 15 ottobre 1830   | 21 |                               |                                                                                                  |
| 4       |          | George Poindexter    | Jacksoniano poi Anti-Jacksoniano         | 15 ottobre 1830   | 3 marzo 1835      | 21 · 22 · 23 | 1⁄2                           | Eletto per terminare il mandato di Adam Perse la rielezione                                      |
| 5       |          | Robert J. Walker     | Jacksoniano poi Democratico              | 4 marzo 1835      | 5 marzo 1845      | 24 · 25 · 26 · 27 · 28 · 29                                                                                       | 1 1⁄2                         | 1835 · 1841 Divenuto Segretario al tesoro                                                        |
| Vacante | Vacante  | Vacante              | Vacante                                  | 5 marzo 1845      | 3 novembre 1845   | 29 |                               |                                                                                                  |
| 6       |          | Joseph W. Chalmers   | Democratico                              | 3 novembre 1845   | 3 marzo 1847      | 29 | 1⁄2                           | Eletto per terminare il mandato di Walker                                                        |
| 7       |          | Henry S. Foote       | Democratico                              | 4 marzo 1847      | 8 gennaio 1852    | 30 · 31 · 32 | 1⁄2                           | 1846 Divenuto Governatore                                                                        |
| Vacante | Vacante  | Vacante              | Vacante                                  | 8 gennaio 1852    | 18 febbraio 1852  | 32 |                               |                                                                                                  |
| 8       |          | Walker Brooke        | Whig                                     | 18 febbraio 1852  | 3 marzo 1853      | 32 | 1⁄2                           | Eletto per terminare il mandato di Foote Non ricandidatosi                                       |
| Vacante | Vacante  | Vacante              | Vacante                                  | 4 marzo 1853      | 7 gennaio 1854    | 33 | Elezione non riuscita         | Elezione non riuscita                                                                            |
| 9       |          | Albert G. Brown      | Democratico                              | 7 gennaio 1854    | 12 gennaio 1861   | 33 · 34 · 35 · 36                                                                                                 | 1 1⁄2                         | 1854 · 1859 Ritiratosi                                                                           |
| Vacante | Vacante  | Vacante              | Vacante                                  | 12 gennaio 1861   | 23 febbraio 1870  | 37 · 38 · 39 · 40 · 41                                                                                            | Guerra Civile e Ricostruzione | Guerra Civile e Ricostruzione                                                                    |
| 10      |          | Hiram Rhodes Revels  | Repubblicano                             | 23 febbraio 1870  | 3 marzo 1871      | 41 | 1⁄2                           | 1870, alla riammissione                                                                          |
| Vacante | Vacante  | Vacante              | Vacante                                  | 4 marzo 1871      | 1 dicembre 1871   | 42 |                               |                                                                                                  |
| 11      |          | James L. Alcorn      | Repubblicano                             | 1 dicembre 1871   | 3 marzo 1877      | 42 · 43 · 44 | 1                             | 1870                                                                                             |
| 12      |          | Lucius Q.C. Lamar    | Democratico                              | 4 marzo 1877      | 6 marzo 1885      | 45 · 46 · 47 · 48 · 49                                                                                            | 1 1⁄2                         | 1876 · 1883 Dimessosi                                                                            |
| Vacante | Vacante  | Vacante              | Vacante                                  | 6 marzo 1885      | 9 marzo 1885      | 49 |                               |                                                                                                  |
| 13      |          | Edward C. Walthall   | Democratico                              | 9 marzo 1885      | 24 gennaio 1894   | 49 · 50 · 51 · 52 · 53                                                                                            | 1 1⁄2                         | Eletto per terminare il mandato di Lamar · 1889 Dimessosi                                        |
| Vacante | Vacante  | Vacante              | Vacante                                  | 24 gennaio 1894   | 7 febbraio 1894   | 53 |                               |                                                                                                  |
| 14      |          | Anselm J. McLaurin   | Democratico                              | 7 febbraio 1894   | 3 marzo 1895      | 53 | 1⁄2                           | Eletto per terminare il mandato di Walthall                                                      |
| 15      |          | Edward C. Walthall   | Democratico                              | 4 marzo 1895      | 21 aprile 1898    | 54 · 55 | 1⁄2                           | 1892 Deceduto                                                                                    |
| Vacante | Vacante  | Vacante              | Vacante                                  | 21 aprile 1898    | 31 maggio 1898    | 55 |                               |                                                                                                  |
| 16      |          | William V. Sullivan  | Democratico                              | 31 maggio 1898    | 3 marzo 1901      | 55 · 56 | 1⁄2                           | Eletto per terminare il mandato di Walthall Non ricandidatosi                                    |
| 17      |          | Anselm J. McLaurin   | Democratico                              | 4 marzo 1901      | 22 dicembre 1909  | 57 · 58 · 59 · 60 · 61                                                                                            | 1 1⁄2                         | 1900 · 1904 Deceduto                                                                             |
| Vacante | Vacante  | Vacante              | Vacante                                  | 22 dicembre 1909  | 27 dicembre 1909  | 61 |                               |                                                                                                  |
| 18      |          | James Gordon         | Democratico                              | 27 dicembre 1909  | 22 febbraio 1910  | 61 | 1⁄2                           | Nominato per continuare il mandato di McLaurin Eletto il successore                              |
| 19      |          | LeRoy Percy          | Democratico                              | 22 febbraio 1910  | 3 marzo 1913      | 61 · 62 | 1⁄2                           | Eletto per continuare il mandato di McLaurin Non ottenne la ricandidatura                        |
| 20      |          | James K. Vardaman    | Democratico                              | 4 marzo 1913      | 3 marzo 1919      | 63 · 64 · 65 | 1                             | 1912 Non ottenne la ricandidatura                                                                |
| 21      |          | Pat Harrison         | Democratico                              | 4 marzo 1919      | 22 giugno 1941    | 66 · 67 · 68 · 69 · 70 · 71 · 72 · 73 · 74 · 75 · 76 · 77                                                         | 3 1⁄2                         | 1918 · 1924 · 1930 · 1936 Deceduto                                                               |
| Vacante | Vacante  | Vacante              | Vacante                                  | 22 giugno 1941    | 30 giugno 1941    | 77 |                               |                                                                                                  |
| 22      |          | James Eastland       | Democratico                              | 30 giugno 1941    | 28 settembre 1941 | 77 | 1⁄2                           | Nominato per continuare il mandato di Harrison Eletto il successore                              |
| 23      |          | Wall Doxey           | Democratico                              | 28 settembre 1941 | 3 gennaio 1943    | 77 | 1⁄2                           | Eletto per terminare il mandato di Harrison Non ottenne la ricandidatura                         |
| 24      |          | James Eastland       | Democratico                              | 3 gennaio 1943    | 27 dicembre 1978  | 78 · 79 · 80 · 81 · 82 · 83 · 84 · 85 · 86 · 87 · 88 · 89 · 90 · 91 · 92 · 93 · 94 · 95                           | 6                             | 1942 · 1948 · 1954 · 1960 · 1966 · 1972 Non ricandidatosi                                        |
| 25      |          | Thad Cochran         | Repubblicano                             | 27 dicembre 1978  | 1° aprile 2018    | 96 · 97 · 98 · 99 · 100 · 101 · 102 · 103 · 104 · 105 · 106 · 107 · 108 · 109 · 110 · 111 · 112 · 113 · 114 · 115 | 6 1⁄2                         | 1978 · 1984 · 1990 · 1996 · 2002 · 2008 · 2014 Dimessosi                                         |
| 26      |          | Cindy Hyde-Smith     | Repubblicano                             | 2 aprile 2018     | In carica         | 115 · 116 · 117 · 118 · 119                                                                                       | 1 1⁄2                         | Nominata per terminare il mandato di Cochran · Eletta per terminare il mandato di Cochran · 2020 |